# Regierungskrankenhaus der DDR

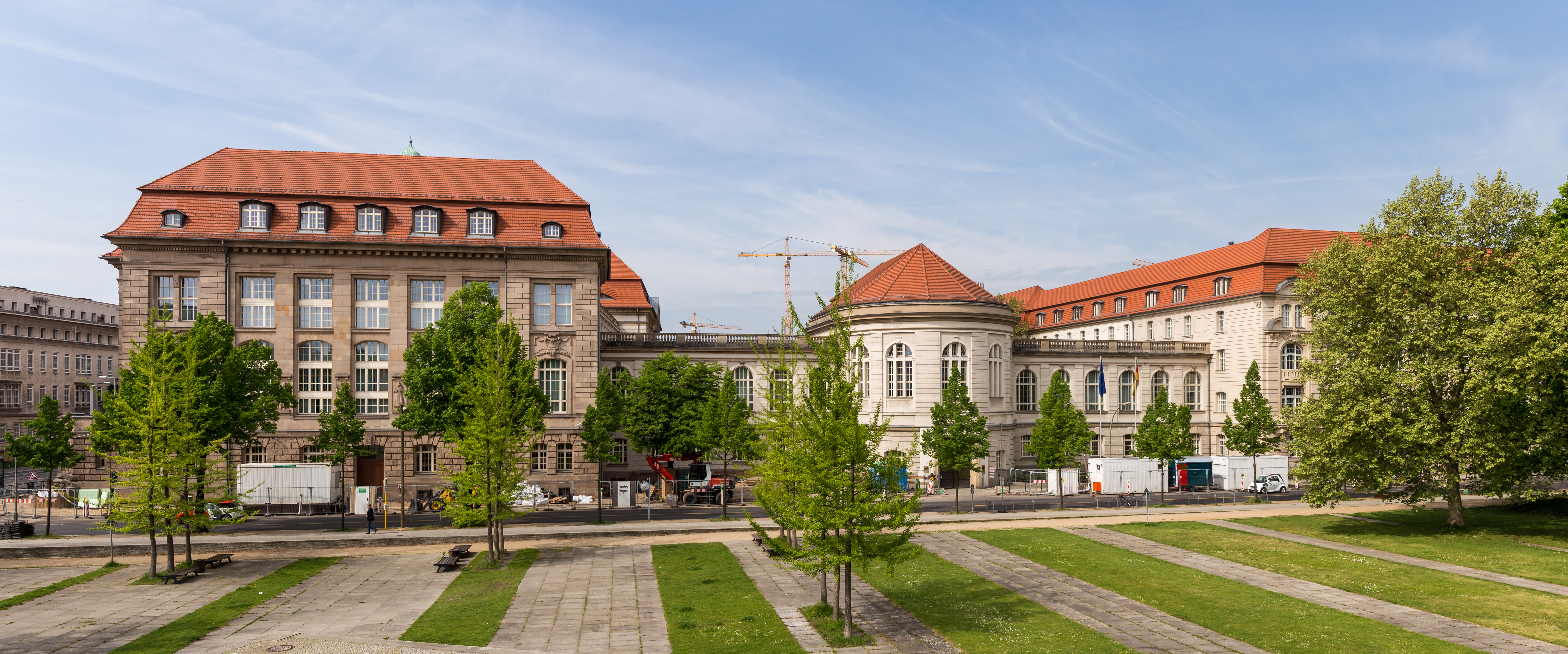
Regierungskrankenhaus Scharnhorststraße in Berlin-Mitte

Das Regierungskrankenhaus der DDR war eine Gesundheitseinrichtung für die Nomenklatura der Deutschen Demokratischen Republik in Ost-Berlin. Es wurde 1990 nach der Wende in der DDR aufgelöst. 

## Gebäude
Die Gebäude in der Scharnhorststraße 36 in Berlin-Mitte beherbergten ab 1911 die Kaiser-Wilhelms-Akademie für das militärärztliche Bildungswesen. Als die Akademie nach dem Friedensvertrag von Versailles aufgelöst werden musste, dienten die Gebäude zur Prothesenversorgung von Kriegsversehrten. Nach dem Zweiten Weltkrieg nutzte die Rote Armee die Baulichkeiten als zentrales Lazarett in der Sowjetischen Besatzungszone. Nach Gründung der DDR wurde das unscheinbare Haus umgebaut. Im Oktober 1950 wurde es als Regierungskrankenhaus eröffnet. Heute hat hier das Bundesministerium für Wirtschaft und Klimaschutz seinen Sitz.

## Patienten
Wer als Patient behandelt werden konnte, war vom Präsidium des Ministerrats der Deutschen Demokratischen Republik genau festgelegt: der Ministerpräsident und seine Stellvertreter, Minister, Staatssekretäre und Stellvertretende Minister, die Mitglieder des Zentralkomitees der SED und seines Politbüros, der Staatsratsvorsitzende und die Mitglieder des Staatsrates der DDR, Mitglieder des Präsidiums (nicht die übrigen  Abgeordneten) der Volkskammer, die Mitglieder der Führungsgremien der Blockparteien und Massenorganisationen, die Botschafter und Botschaftsräte der eigenen Botschaften und der in Ost-Berlin akkreditierten Botschaften der Ostblockstaaten. Prominente und dem Kommunismus ergebene Künstler und Wissenschaftler wurden ebenfalls aufgenommen, außerdem bewährte Parteiveteranen, Mitglieder des Obersten Gerichts der DDR und der Generalstaatsanwaltschaft, Vorsitzende der Räte der Bezirke und die Sekretäre der Bezirksleitungen der SED, ferner die Prominenz der in der Bundesrepublik verbotenen Kommunistischen Partei Deutschlands, Vertreter der anderen westlichen kommunistischen Parteien und die Ehefrauen dieser Funktionäre mit ihren Kindern bis zu 18 Jahren.

## Ausstattung

### Organisation
Das Krankenhaus hatte fünf Stationen für Innere Medizin, zwei für Chirurgie, eine für Gynäkologie und eine Kinderstation. Im Durchschnitt hatte jede Station zehn Einzelzimmer. Telefone waren in allen Zimmern. In den Appartements konnte Westfernsehen empfangen werden. Neben der DDR-Presse gab es auch westdeutsche Zeitungen.
Das Essen war ausgezeichnet. Mit einer Poliklinik, modernen Laboratorien und Röntgengeräten, Apotheke, Bäder- und Massageeinrichtungen war das Haus hervorragend ausgestattet. Es gab alles, was es in den Kreiskrankenhäusern nicht gab, so auch „alle nur denkbaren pharmazeutischen Präparate westlicher Firmen in ausreichender Menge“ – obwohl Westmedikamente sonst oft unerreichbar waren.
Die Apotheke des Regierungskrankenhauses diente zugleich als zentrale Apotheke des Ministeriums für Gesundheitswesen für spezielle Versorgungsfälle. Sie besorgte Antibiotika, Chemotherapeutika und Herz-Kreislauf-Medikamente, die es in der DDR nicht gab. Die Ärzte konnten hinsichtlich spezieller Medikamente frei entscheiden. Wenn sie nicht vorrätig waren, beschafften sie Mitarbeiter des Ministeriums für Staatssicherheit (MfS) in West-Berlin.

### Bedienstete
Helga Mucke-Wittbrodt leitete als Ärztliche Direktorin das Haus von 1950 bis 1988, ihr Nachfolger war Lothar Kant. Hauptamtliche Ärzte standen in großer Zahl zur Verfügung. Im Notfall verfügbar war jeder Spezialist aus der DDR und anderen Ostblockstaaten, mitunter auch aus der Bundesrepublik und West-Berlin. Bei der modernen Technik und den unbegrenzten Therapiemöglichkeiten fanden die Ärzte hervorragende Arbeitsbedingungen. Das Verhalten untereinander war geprägt von Unsicherheit, Angst und Misstrauen. Die geforderte Kollegialität wurde gelebt, Freundschaften gab es aber nicht. Geschätzt wurde, wer das Vasallentum nicht in Frage stellte. Die Ärzte hatten besondere Möglichkeiten beim täglichen Einkauf, z. B. im Gebäude der Sowjetischen Botschaft. Bei der Beschaffung von Baumaterialien halfen der Bauminister oder die Staatsreserve. Über Einstellungen entschied nicht die Kaderabteilung des Hauses, sondern das MfS. Die Gehälter waren um 20–25 Prozent höher als anderswo. In den 40 Jahren des Regierungskrankenhauses war der 1981 verhaftete Uwe-Jens Jürgensen unter den Ärzten der einzige „Abweichler“.

### Fuhrpark
Der Fuhrpark des Regierungskrankenhauses bestand aus Tatra 603. Die Krankenkraftwagen waren umgebaute sowjetische Tschaikas, die noch mehr Aufsehen erregten als die Regierungsfahrzeuge.

### Sicherheit
Ein ständiger Beauftragter des MfS sorgte für die nötigen Informationen über die einzelnen Angestellten. Jeder kannte ihn, fast keiner wusste seinen Namen. In allen Abteilungen und Stationen saßen Spitzel. Ein besonders sensibler Bereich war das Laboratorium, weil dort alle Befunde und Diagnosen zusammenliefen.
Trotz sorgfältiger Bewachung und verschwiegener Mitarbeiter fühlten sich die Spitzenfunktionäre der SED im Regierungskrankenhaus nicht sicher. Deshalb wurde für die Mitglieder des Politbüros – des eigentlichen Machtzentrums der DDR – eine eigene Station mit zwei Appartements geschaffen, die Station 3 A. Für sie galten besondere Sicherheitsbestimmungen. Sie bot Wohn- und Schlafgelegenheiten für die Personenschützer des MfS. Zugang hatte nur ausgesuchtes Pflegepersonal. Die Krankenzimmer durften nur in Begleitung eines Personenschützers betreten werden.

## Dreiteilung

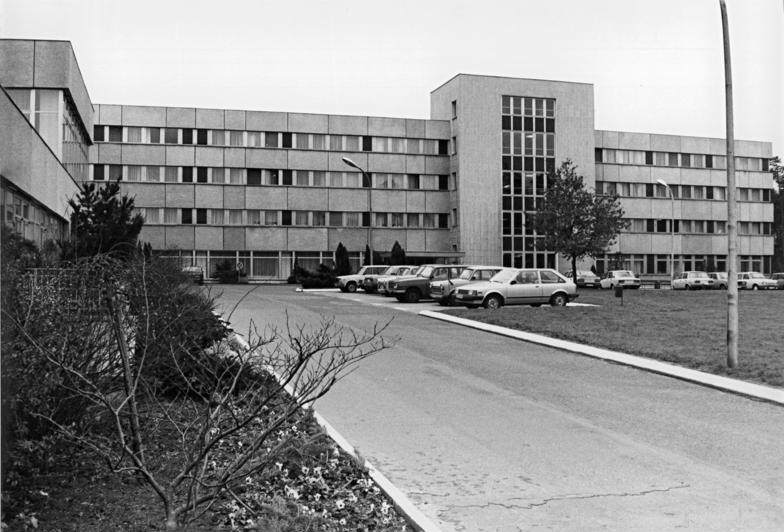
Regierungskrankenhaus in Berlin-Buch

Zwar vom Wachregiment Feliks Dzierzynski bewacht, schien das Regierungskrankenhaus den Machthabern bald nicht mehr sicher genug; die Grenze zu West-Berlin lag zu nahe. 1976 entstand deshalb die „Spezialklinik“ in Berlin-Buch in der Hobrechtsfelder Chaussee 100. Den Namen hatte sie nicht wegen spezieller medizinischer Möglichkeiten, sondern wegen spezieller Patienten – zugelassen war nur die „allerhöchste“ Führungsebene. Für sie wurde ein Atomschutzbunker vorgehalten. Buch war dadurch das Regierungskrankenhaus Nr. I, während das alte Haus in der Scharnhorststraße das Regierungskrankenhaus Nr. II wurde. Behandelt wurden dort die Veteranen der Partei und ehemalige Kämpfer gegen den Faschismus neben ehemaligen Regierungsmitgliedern und ausgewählten Kulturschaffenden, Künstlern, Wissenschaftlern und Sportlern wie Helene Weigel, Greta Kuckhoff, Rita Schober, Anna Seghers, Manfred von Brauchitsch. Im Krankheitsfall versorgt wurde auch Max Reimann. Die Gebäude in Buch stehen seit 2007 leer.
In der Scharnhorststraße 37 entstanden auch eine Poliklinik und eine Klinik für Diplomaten, das Regierungskrankenhaus Nr. III.

## Losungen
„Die beste Prophylaxe ist der Sozialismus.“

„Die Erhaltung der Gesundheit des Genossen Walter Ulbricht und der anderen Politbüro-Mitglieder ist unsere vordringlichste Aufgabe.“

„Unsere Arbeit dient der Gesundheit des ganzen deutschen Volkes.“

„Halten Sie sich stets vor Augen, daß Sie über die Gesundheit des besten Teils des deutschen Volkes wachen.“